# وجدي الكومي
وجدي سيد حسن الكومي ويشتهر وجدي الكومي (مواليد 1980) هو كاتب روائي وكاتب وصحفي مصري.

## تعليمه
حصل على البكالوريوس في الآثار من جامعة القاهرة.

## مسيرته المهنية
بدأ الكومي مشواره المهني ككاتب عام 2008 بنشر روايته الأولى «شديد البرودة ليلًا»، ثم نشر له بعدها «الموت يشربها سادة» عام 2010، و«خنادق العذراوات» عام 2013 وتدور أحداثها حول خصخصة مصنع البيرة الواقع في حي بين السرايات مع نهاية تسعينيات القرن العشرين، ورواية «إيقاع» عام 2015 والتي عكست التحولات والتغيرات التي طرأت على المجتمع المصري في فترة ما قبل وبعد ثورة يناير ومعاناة الأقباط في مصر، وخامس رواياته «النسوة اللاتي». وفي عام 2020، أعلنت مؤسسة المورد الثقافي اللبنانية اسمه ضمن الحائزين على المنح الاستثنائية لذلك العام، من خلال مشروع روايته «اللوحة المائة والثلاثون» والتي تناولت سيرة الفنان المصري محمود سعيد أحد رواد المدرسة المصرية الحديثة في الفنون التشكيلية، وكيفية خروج ثلاث من لوحاته من مصر.
عمل وجدي أيضًا بالصحافة، فعمل في جريدة اليوم السابع المصرية.

## مؤلفاته
- «شديد البرودة ليلا» (رواية)، 2008[13]
- «الموت يشربها سادة» (رواية)، 2010[14]
- «خنادق العذراوات» (رواية)، 2013[15]
- «إيقاع» (رواية)، 2015[16][17]
- «سبع محاولات للقفز فوق السور» (مجموعة قصصية)، 2013[18]
- «شوارع السماء» (مجموعة قصصية)، 2017[19]
- «النسوة اللاتي» (رواية)، 2020[20]
- «دفتر أمي» (رواية) 2022
- «بعد 1897 صاحب المدينة» (رواية - دار العين للنشر أكتوبر 2022)[21]

## جوائز وتكريمات
- جائزة مؤسسة الفكر العربي لأفضل عمل روائي، عن رواية «إيقاع»، 2016[3][4]
- جائزة أفضل مجموعة قصصية، معرض القاهرة الدولي للكتاب، عن مجموعة «شوارع السماء»، 2018[3][22]
- منحة مؤسسة المورد الثقافي، فرع الأدب، عن رواية «بعد 1897 صاحب المدينة»، 2020[2]